# 鉄十字

ドイツ軍の象徴として最も著名な鉄十字

鉄十字（てつじゅうじ、ドイツ語: Eisernes Kreuz）は、ドイツを中心に中世以来使用されてきた紋章であり、通常は鉄十字の意匠を象った勲章を指す。このプロイセン及びドイツで戦功のあった軍人に対して授与された勲章は、日本語では鉄十字勲章あるいは鉄十字章と称されることが多い。ドイツ語圏ではしばしば頭文字を取ってドイツ語: EK（エー・カー）とも呼ばれる。

## 概要

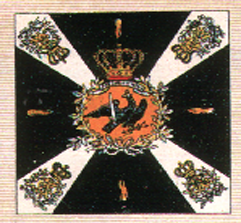
プロイセン軍の鉄十字旗

鉄十字章の黒十字を白で縁取り十字の先をやや広げたデザインは、ドイツ騎士団以来用いられていた鉄十字の紋章を基に、建築家カルル・フリードリッヒ・シンケルが創作したものといわれている。
最初の鉄十字勲章はナポレオン解放戦争に於ける軍事功労賞として1813年にプロイセン王国のフリードリヒ・ヴィルヘルム3世によって制定された。その後普仏戦争時（1870年）とドイツ統一後の第一次世界大戦時（1914年）に再制定され、第二次世界大戦時（1939年）にはナチス・ドイツの勲章として制定された。
鉄十字勲章は通常の勲章のような恒常的な叙勲制度ではなく、大きな戦争が起こるとその都度その戦争に於ける軍事功労賞として制定されている。すなわち、制定年度の異なる鉄十字章は別の勲章であると言うことも出来る。
制定された等級は戦争毎に異なるが、大鉄十字章 (Großkreuz des Eisernen Kreuzes) 及び一級鉄十字章、二級鉄十字章は共通して制定されている。この他、星章がナポレオン戦争と第一次世界大戦時に、特に功績のあった大鉄十字勲章受章者に授与された。勲章名は各受章者名を冠して呼ばれている。第二次世界大戦時には、大鉄十字勲章と1級鉄十字勲章の間に位置付けられる騎士鉄十字章 (Ritterkreuz des Eisernen Kreuzes) も制定された。

ドイツ騎士団の十字の1つ
黒十字の紋章の1つ
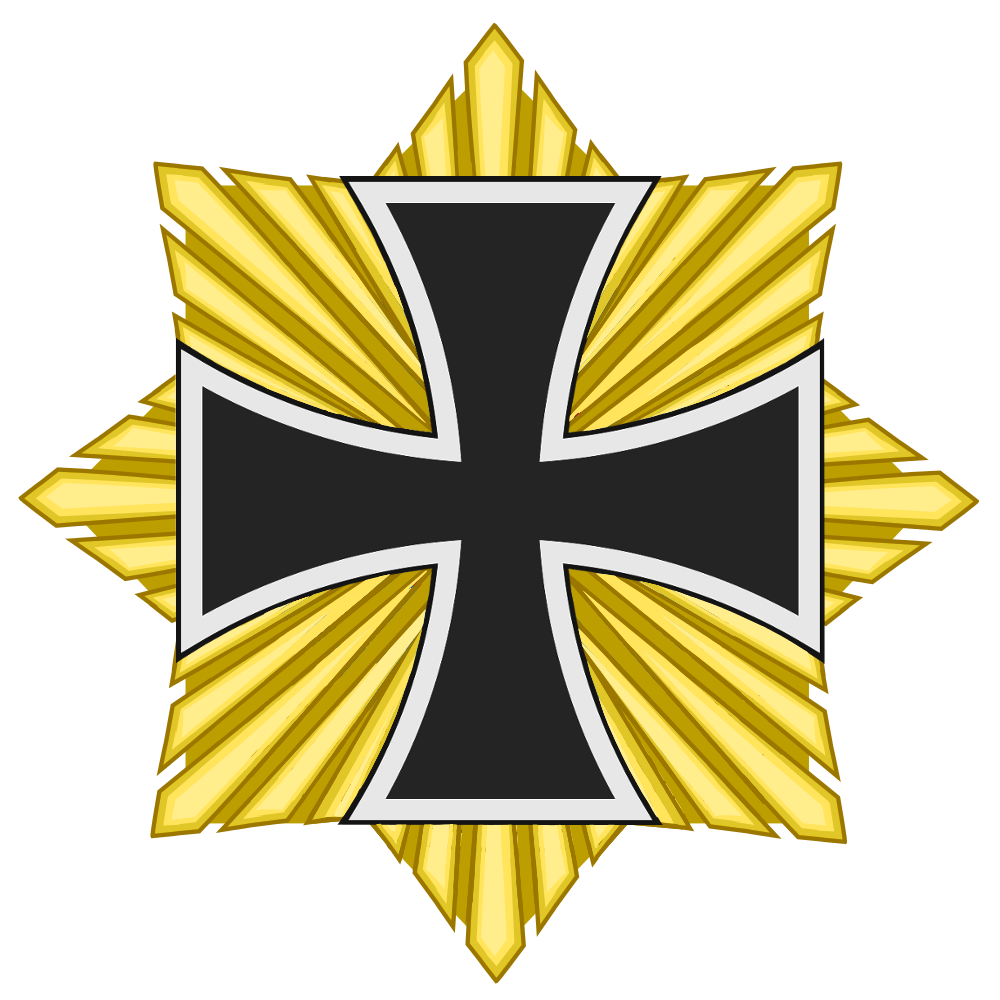
大鉄十字章
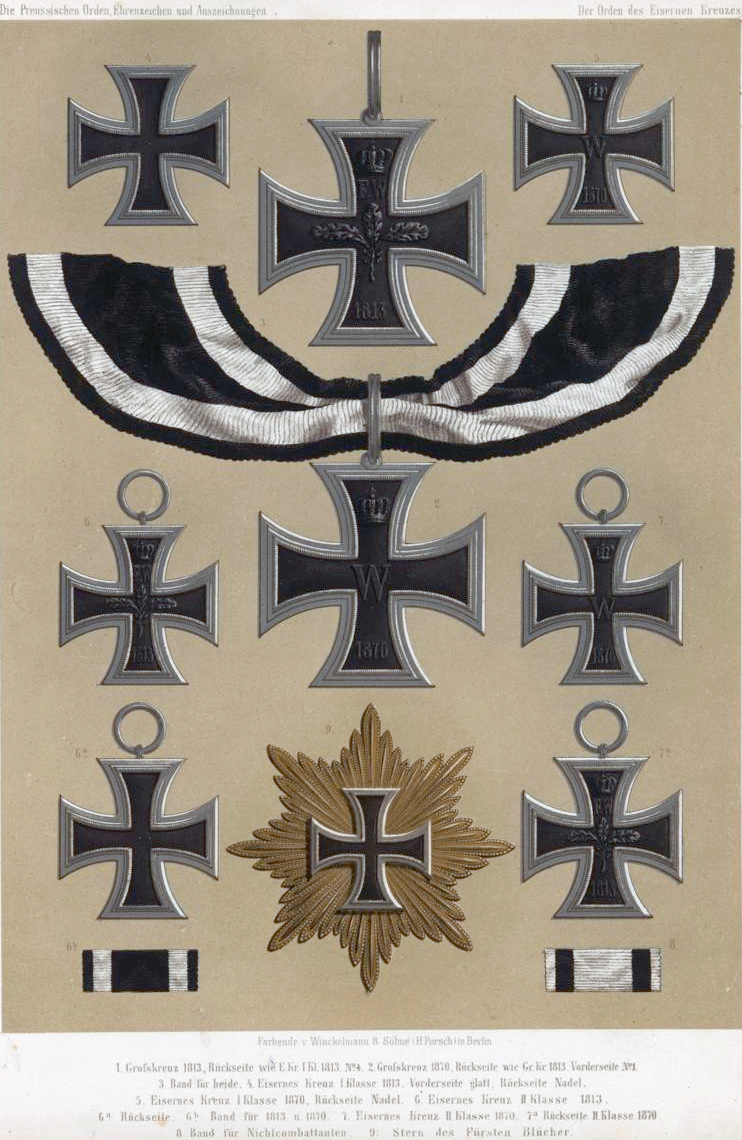
1813年から1870年までの鉄十字勲章
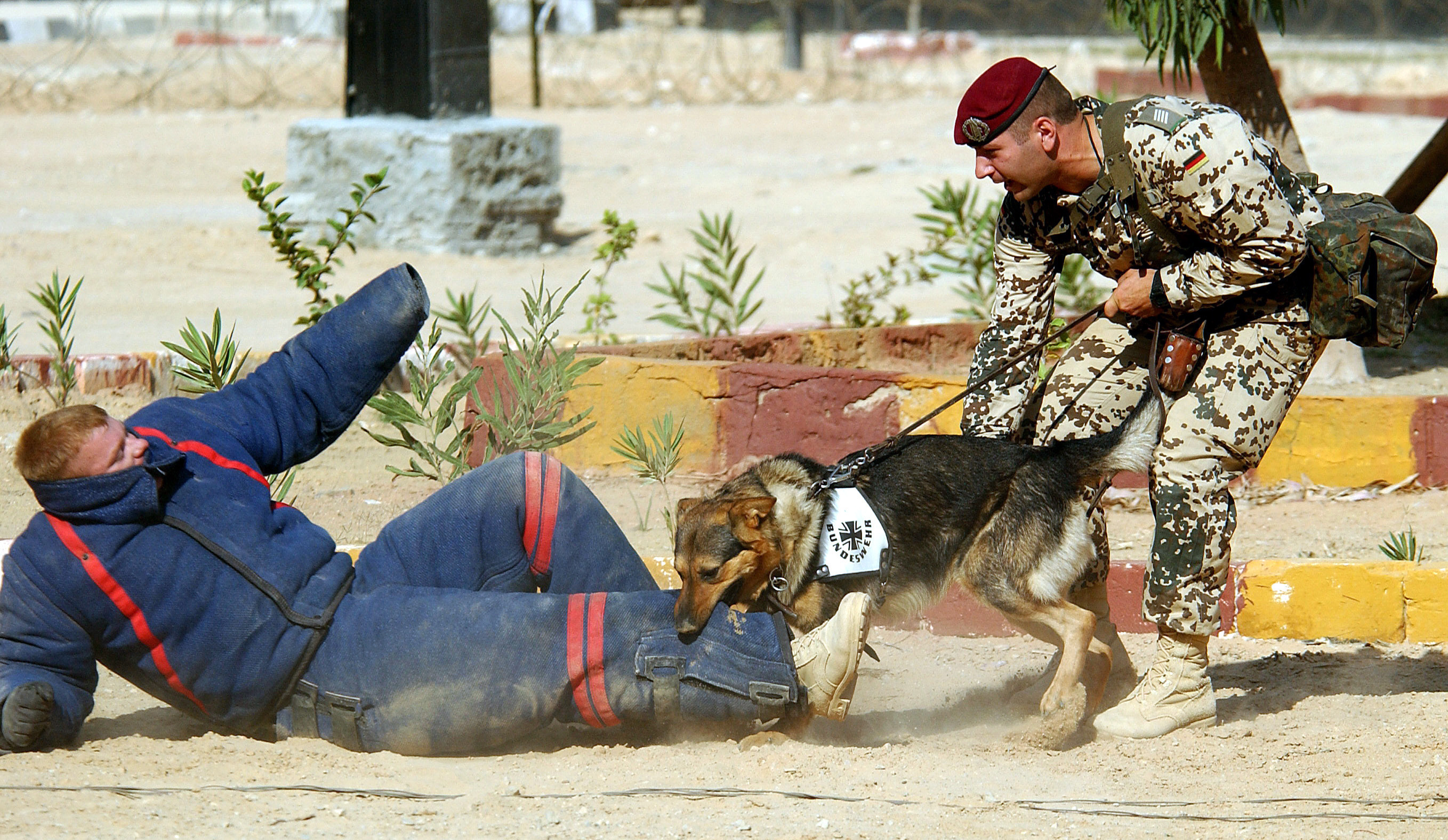
ドイツ連邦軍の軍犬
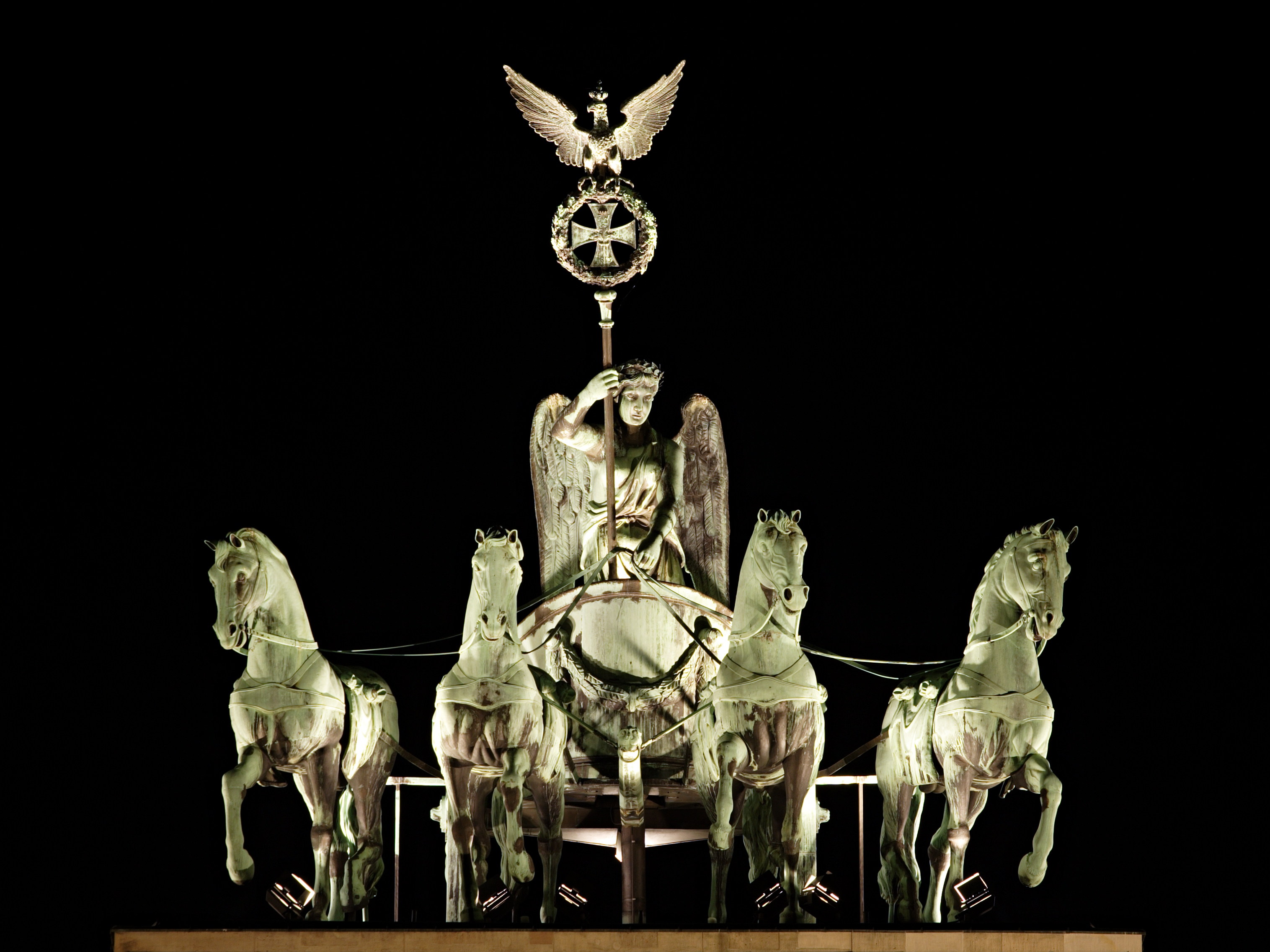
ベルリン・ブランデンブルク門上のクアドリガ
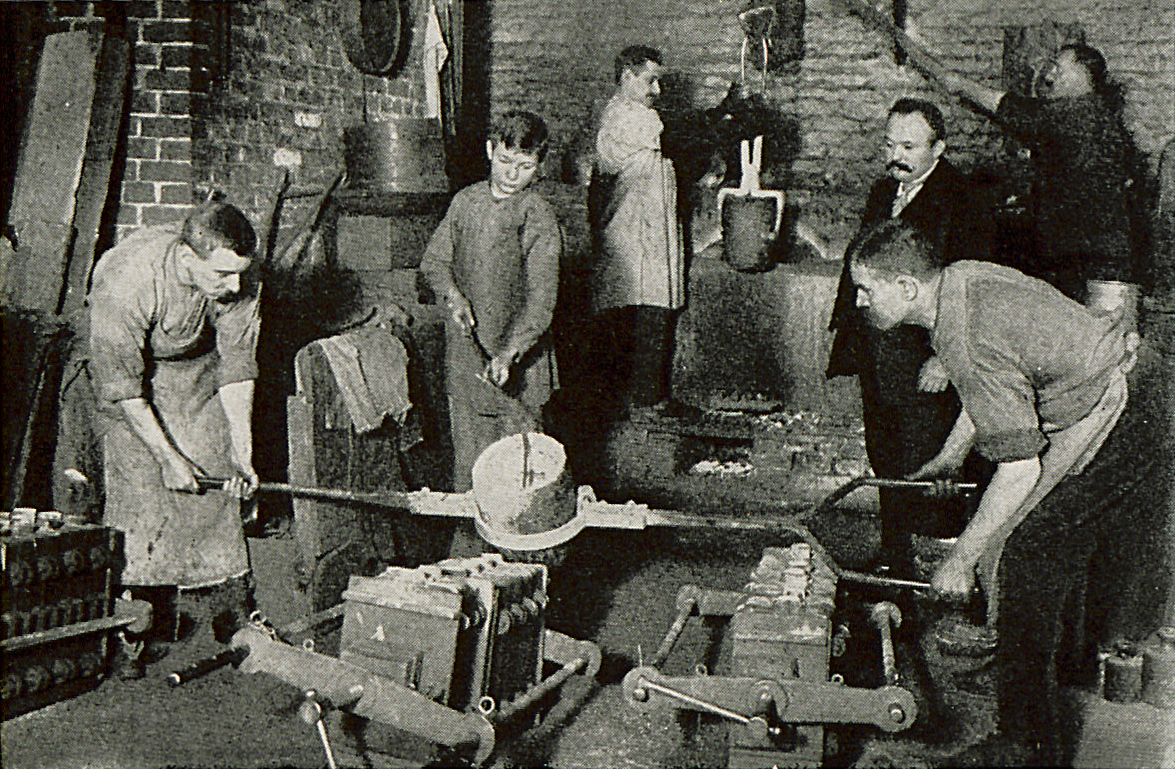
鉄十字勲章の製造工程（1915年）
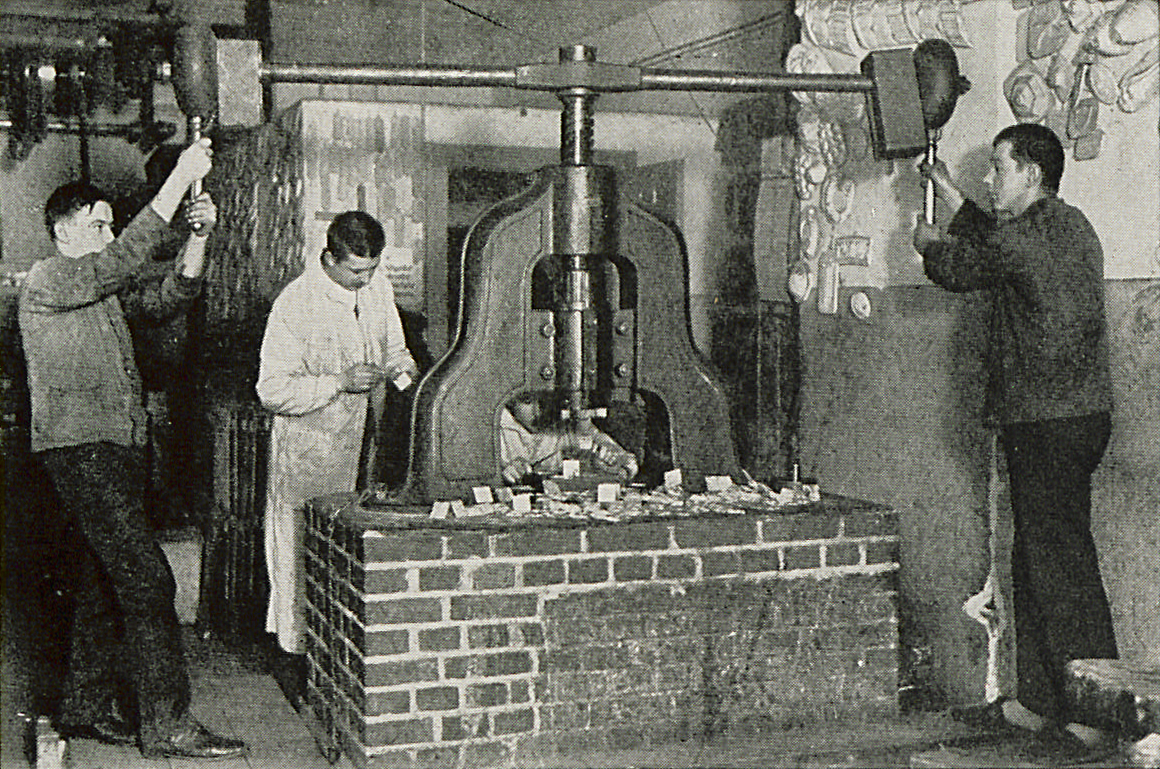
（同上）
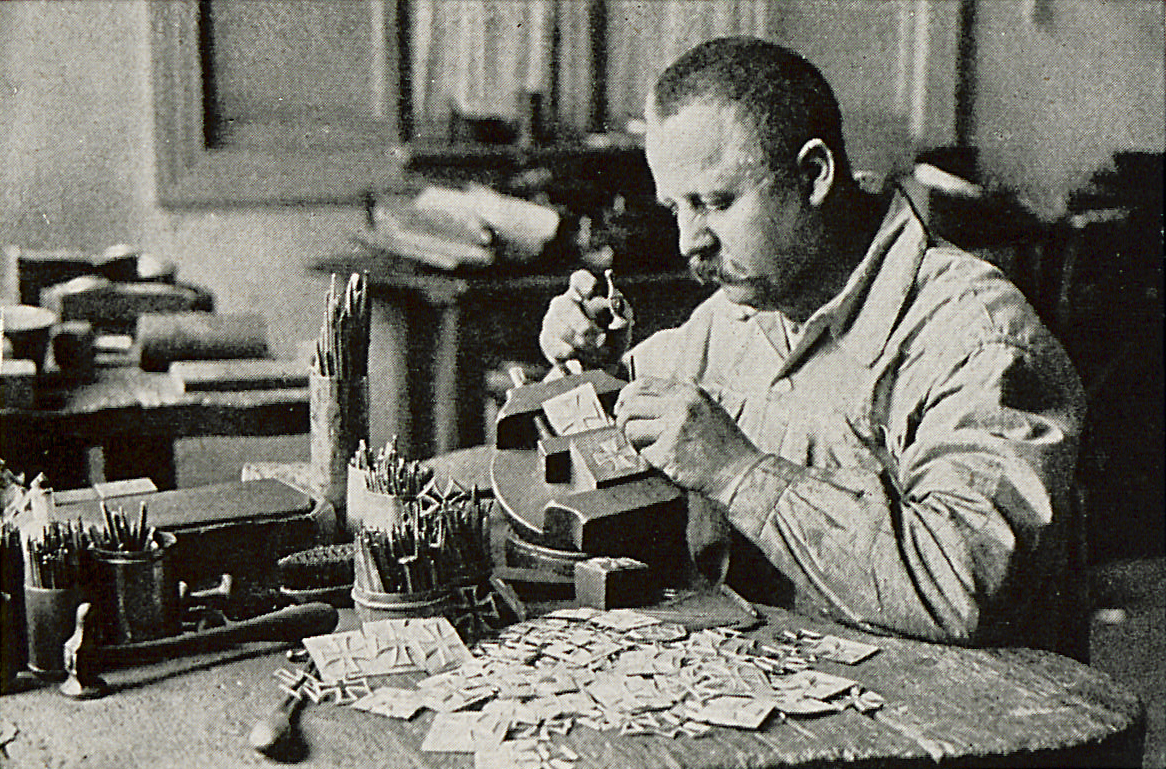
（同上）
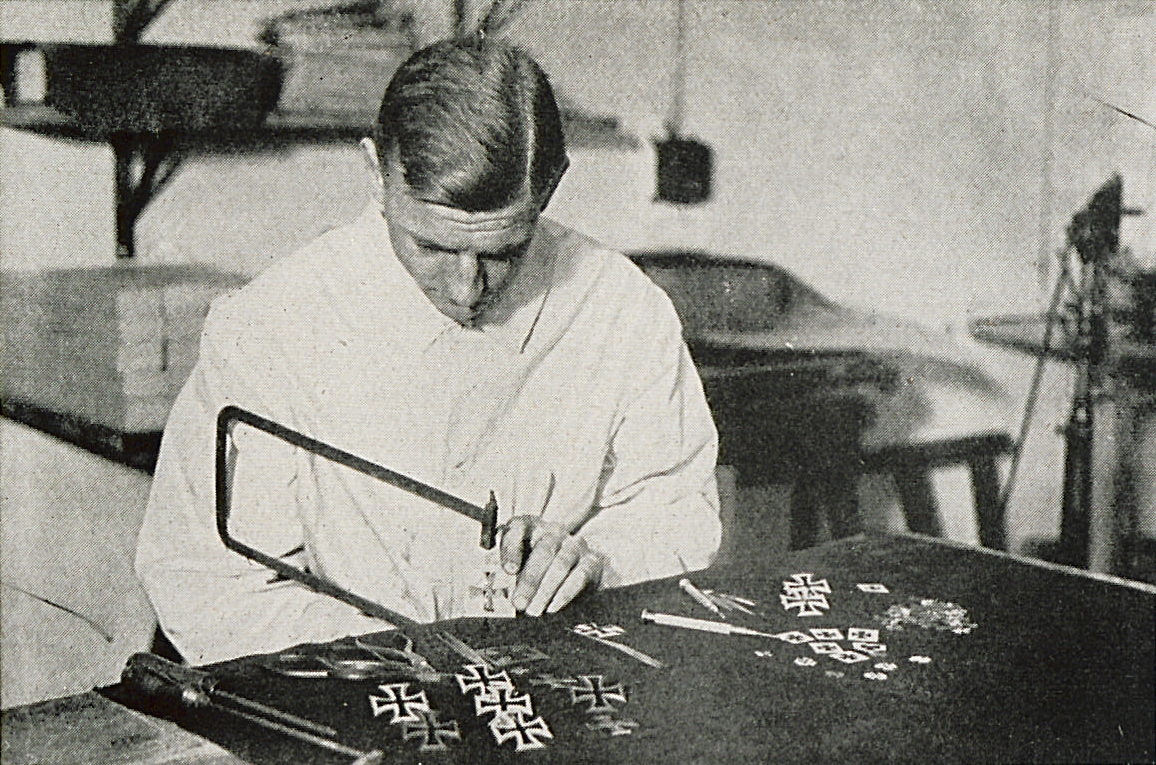
（同上）

## 1813年章

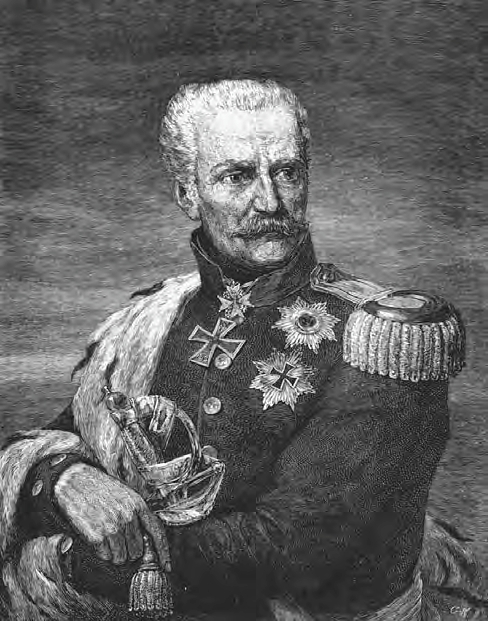
大鉄十字勲と同星章を着けたゲプハルト・レベレヒト・フォン・ブリュッヘル

最初の鉄十字勲章であり、ナポレオン戦争の時プロイセンのフリードリヒ・ヴィルヘルム3世が制定し、祖国解放戦争に功績があった軍人及び民間人に授与された。この勲章は一種の軍事功労賞であり、ドイツでは初めての身分に関係なく同種の章が与えられる勲章であった。「1813年章」として知られ、章の裏面には王冠と柏葉及びフリードリヒ・ヴィルヘルムの頭文字FWと制定年度の1813が刻印されている。この刻印は、祖国解放戦争の勝利を記念して創設されたこの勲章の伝統を受け継いでいることを表すため、以後制定された鉄十字勲章の裏面にも施された。
ゲプハルト・レベレヒト・フォン・ブリュッヘル元帥は星章を授与された。この星章は Blücherstern と呼ばれている。

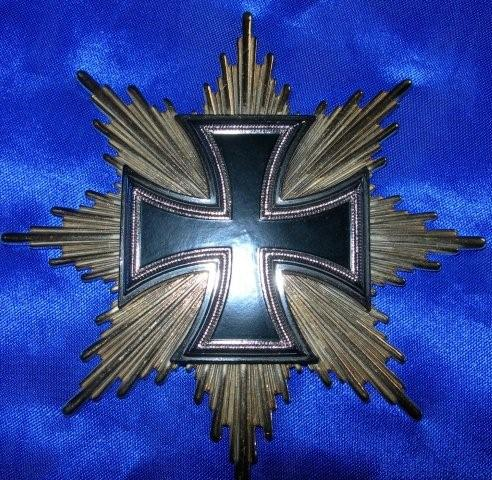
大鉄十字星章（ブリュッヘル星章）
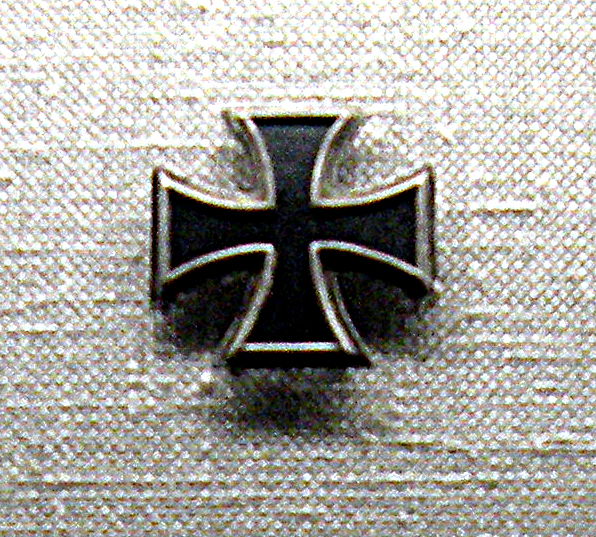
1級鉄十字勲章

## 1870年章

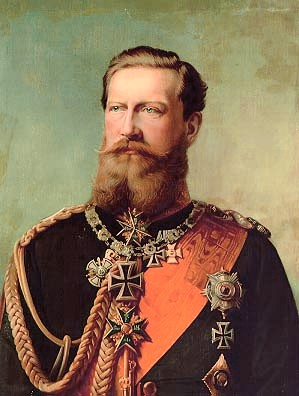
フリードリヒ皇太子（後のフリードリヒ3世）中央に大鉄十字章、向かって右上に2級、右下に1級鉄十字章を佩用

普仏戦争時にヴィルヘルム1世により制定され、「1870年章」として知られている。章の表面には王冠とヴィルヘルムの頭文字W及び制定年度の1870が刻印されている。

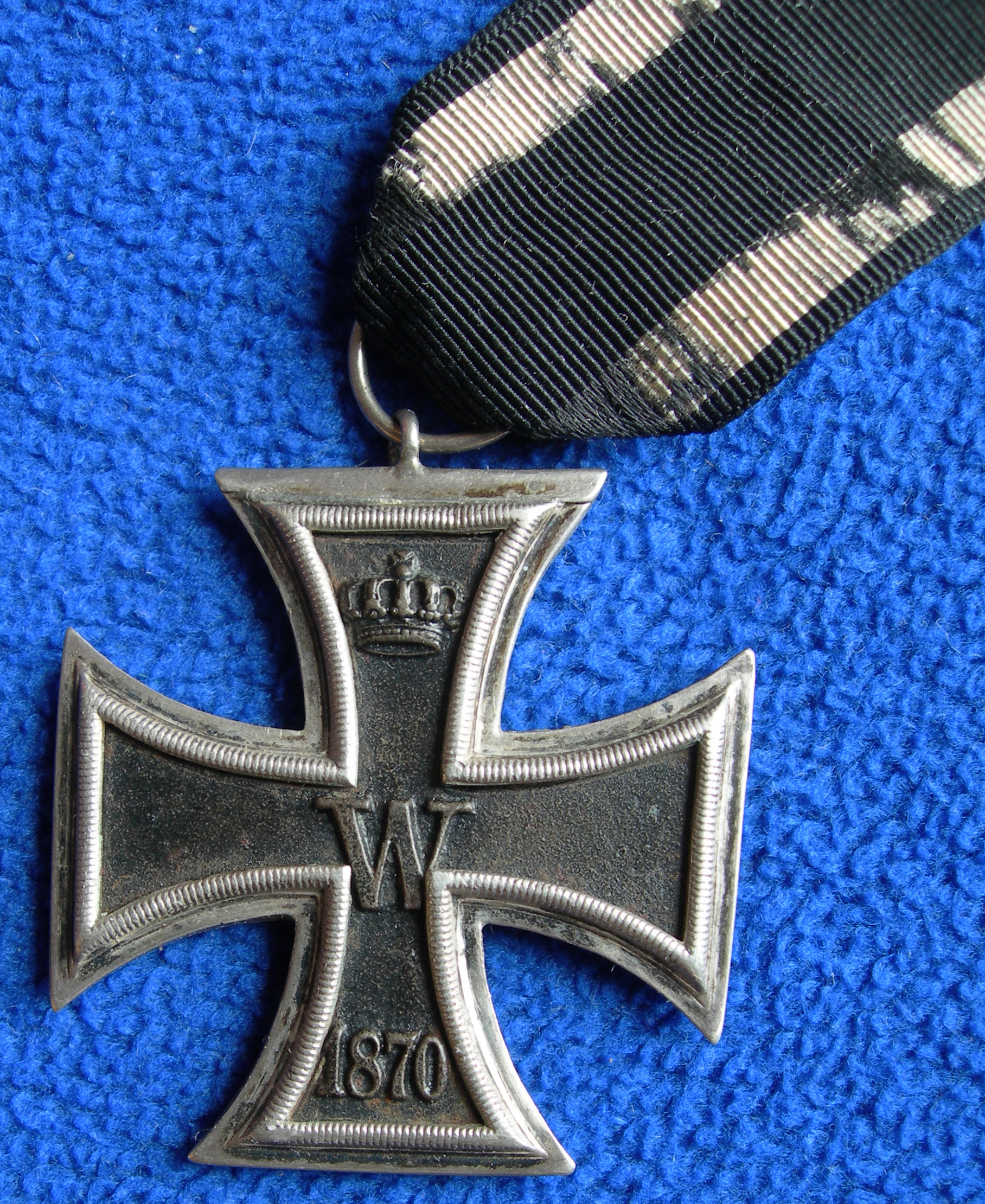
2級鉄十字勲章1870年章

## 1914年章

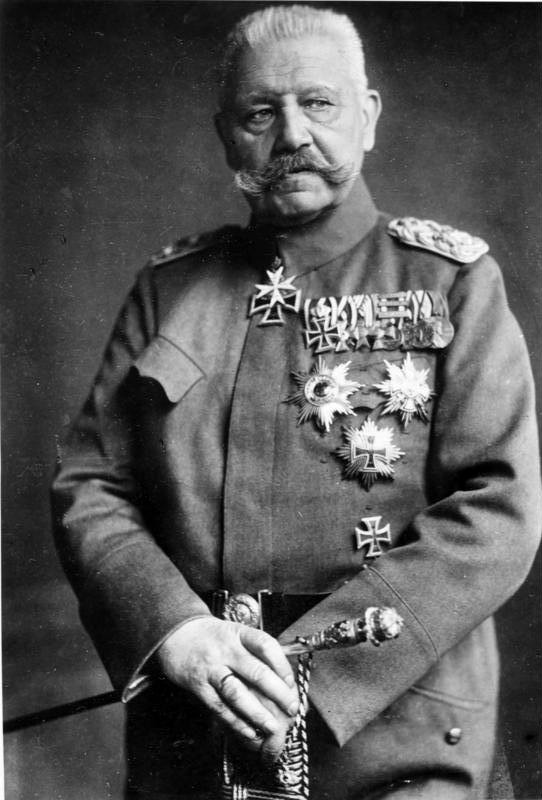
パウル・フォン・ヒンデンブルク。喉元に大鉄十字章、左胸上部に2級鉄十字章、中程に大鉄十字章星章、下部に1級鉄十字章を佩用

ドイツが統一された後も、第一次世界大戦時には“プロイセン国王”ヴィルヘルム2世によりプロイセン王国の軍事功労賞として再度制定された
。「1914年章」として知られ、章の表面には王冠とヴィルヘルムの頭文字W及び制定年度の1914が刻印されている。
パウル・フォン・ヒンデンブルク元帥が星章を授与され、この星章は Hindenburgstern と呼ばれている。

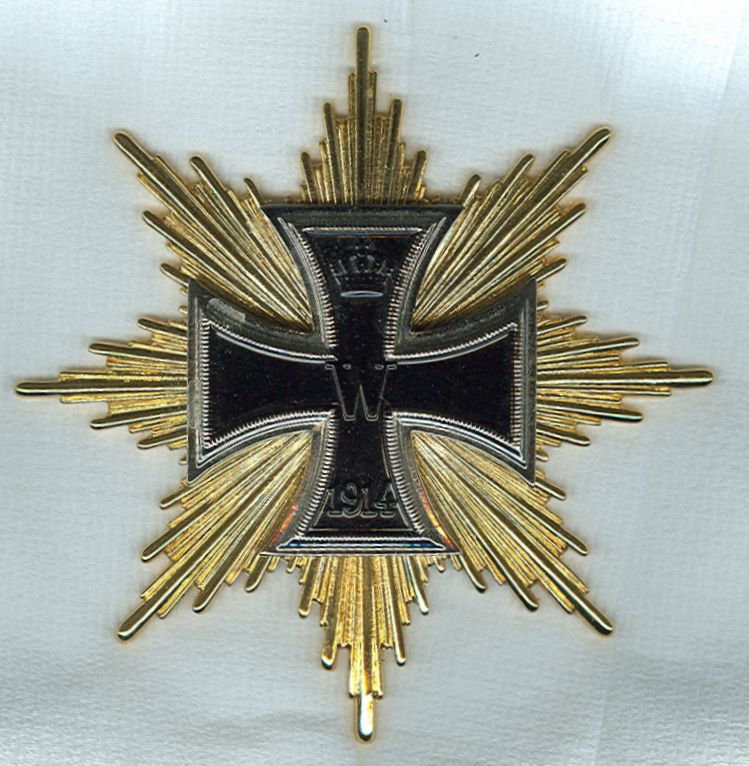
ヒンデンブルク星章
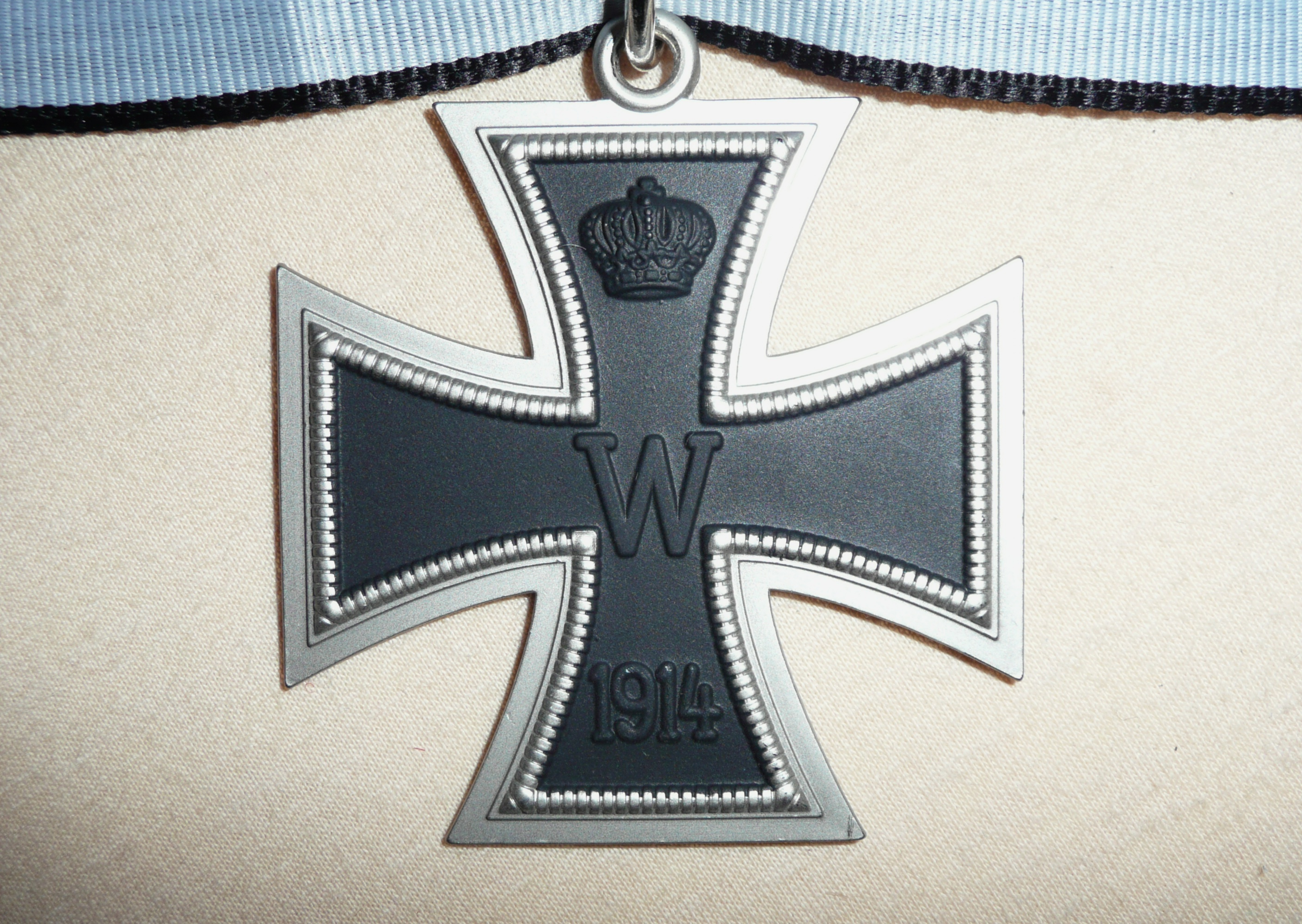
大鉄十字勲章1914年章
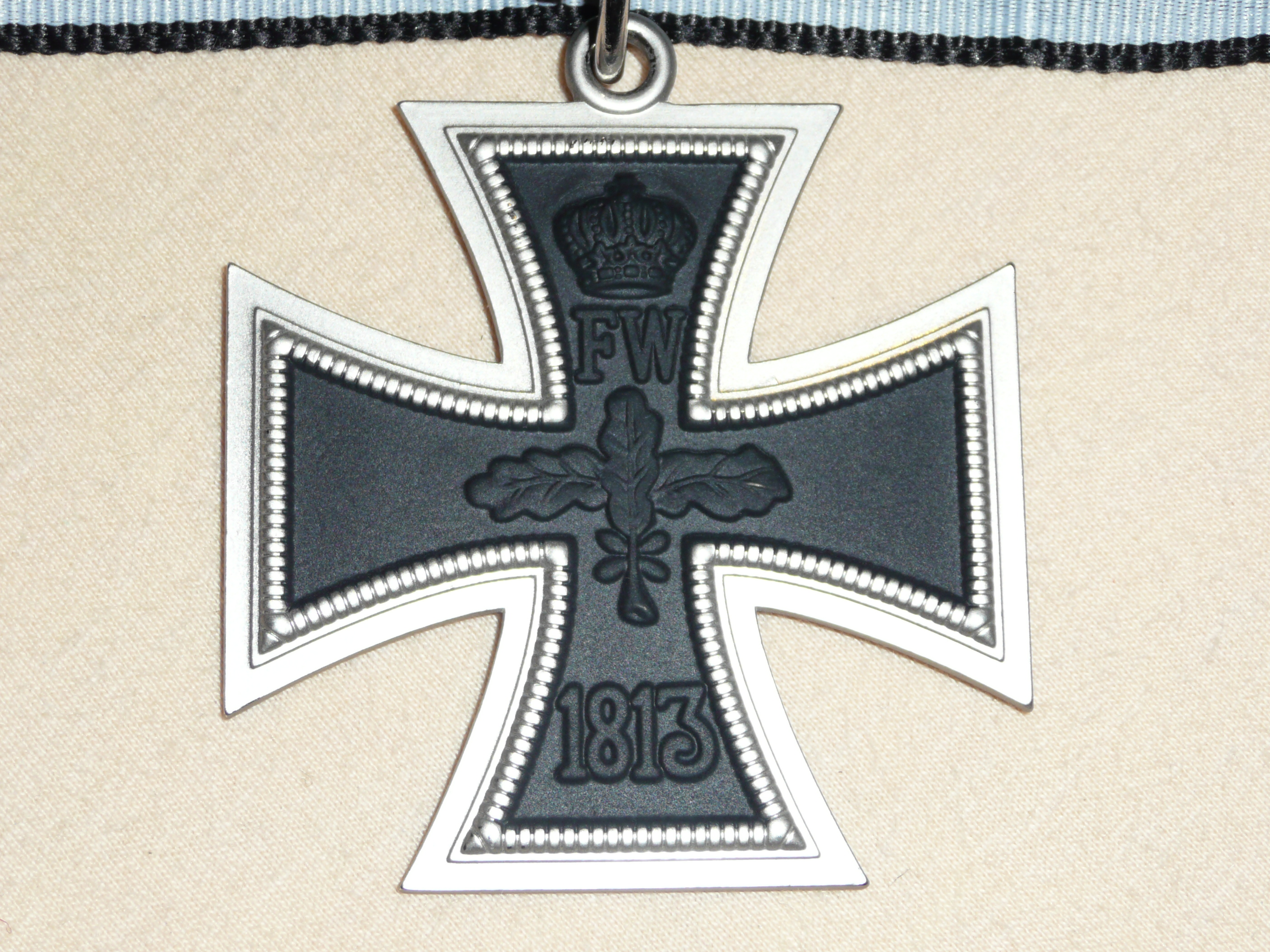
大鉄十字勲章1914年章裏面

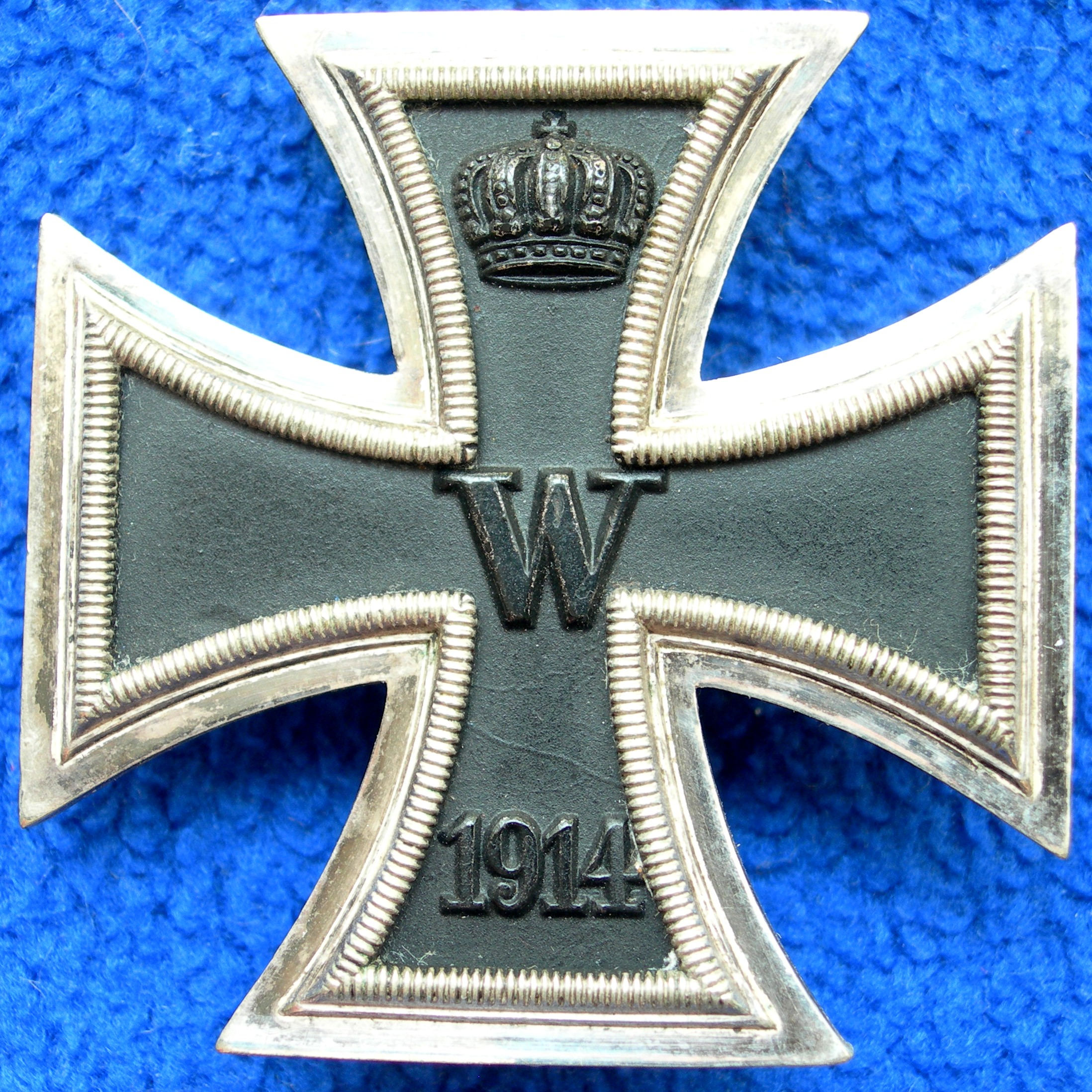
1級鉄十字勲章1914年章
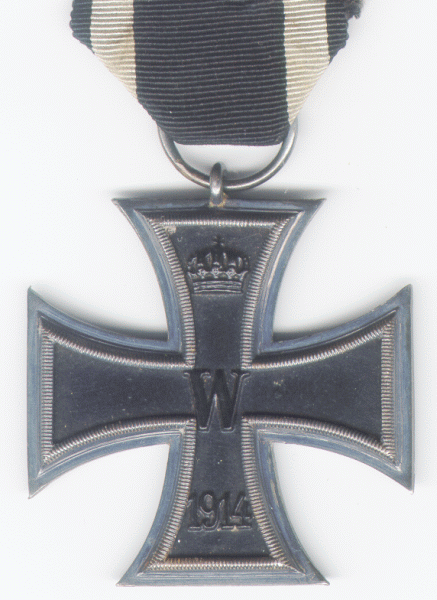
2級鉄十字勲章1914年章
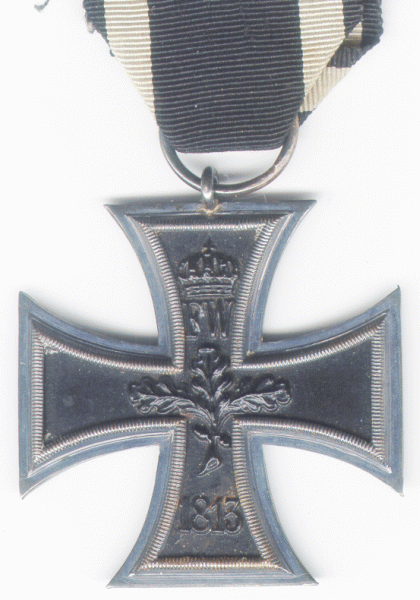
2級鉄十字勲章1914年章裏面

## 1939年章
ドイツ帝国が崩壊した後、ナチ党政権になっても、第二次世界大戦が勃発するとアドルフ・ヒトラーが再度制定した。「1939年章」として知られ、章の表面には鉤十字と制定年度の1939が刻印されている。

1級鉄十字勲章1939年章
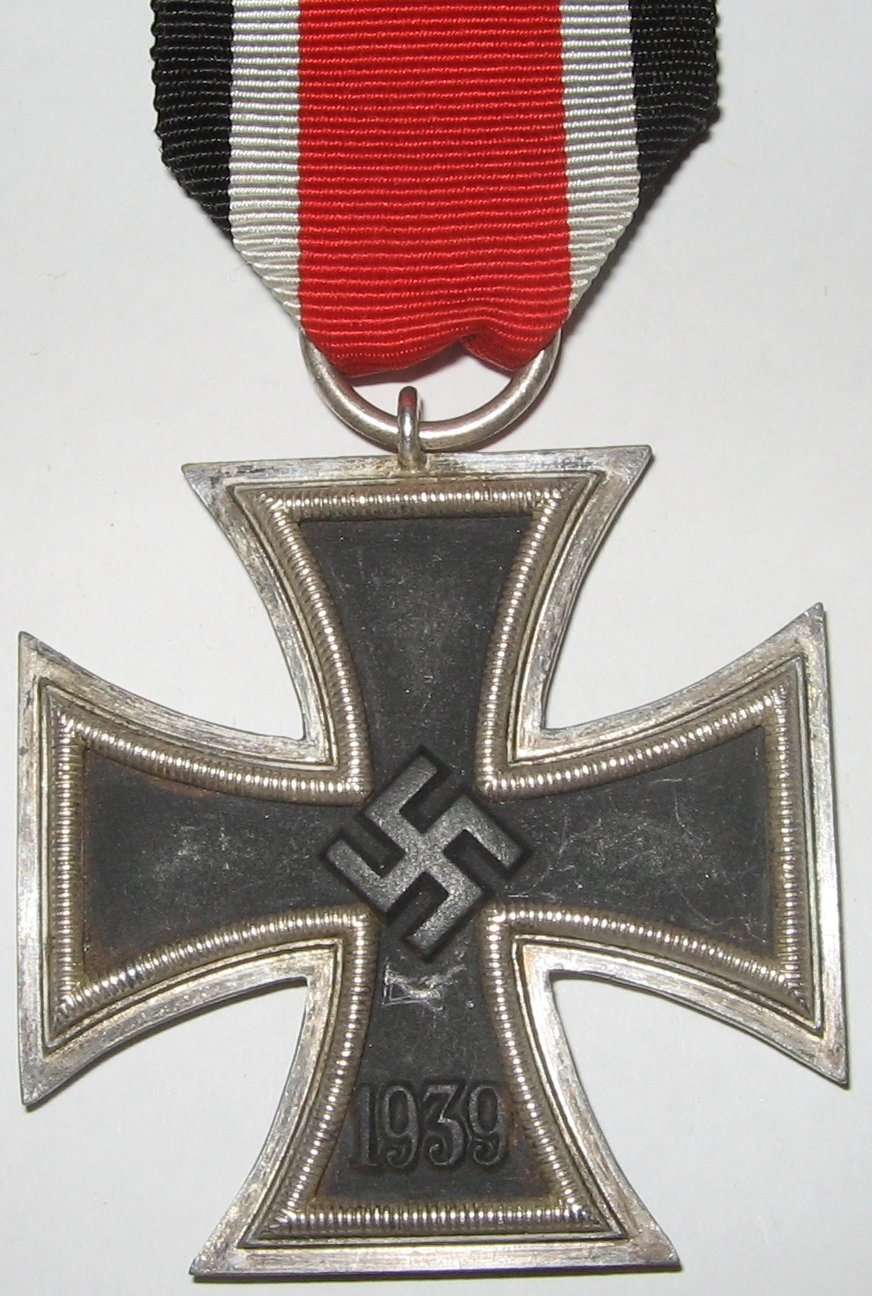
2級鉄十字勲章1939年章
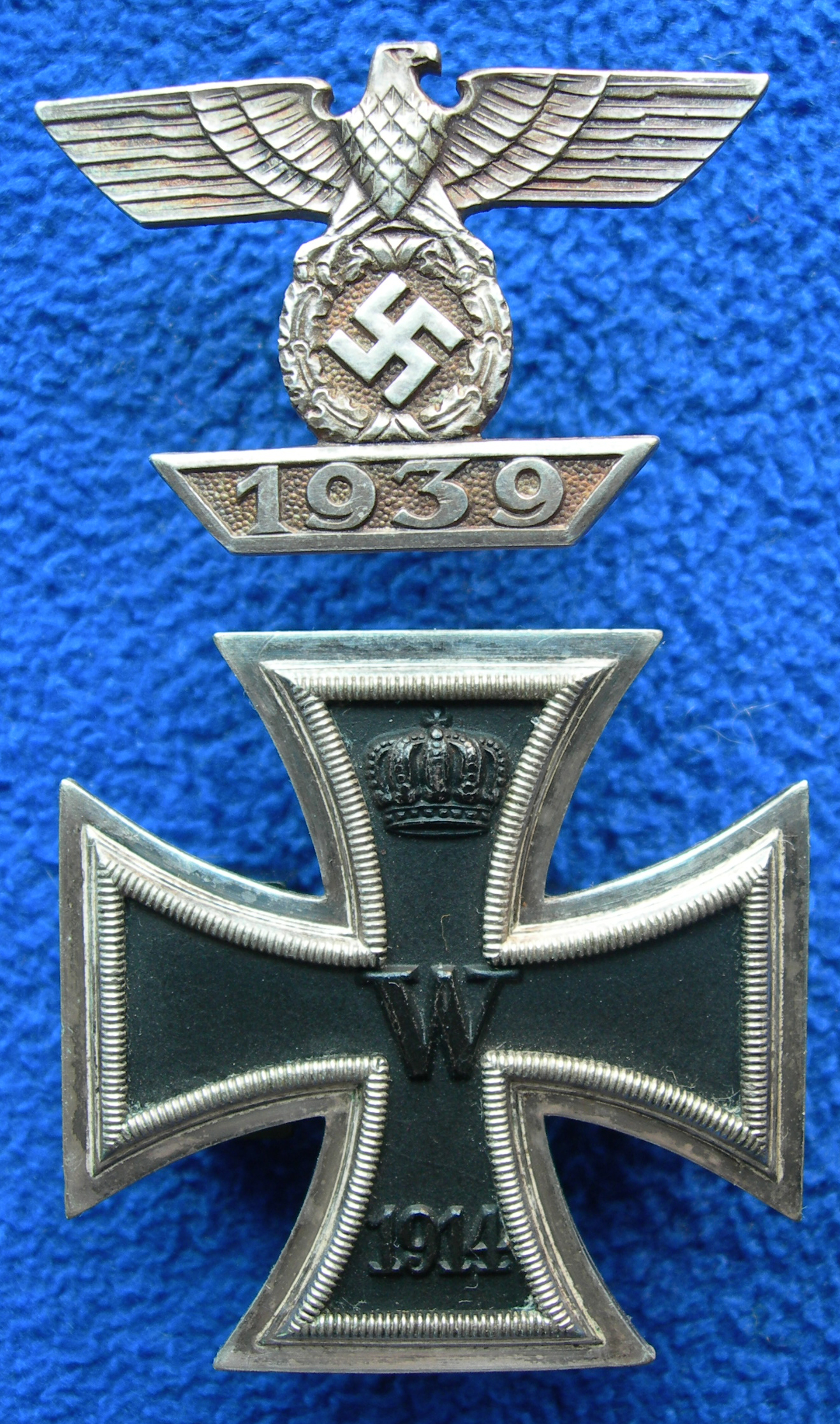
1級鉄十字章1914年章と同章受章者用の1級鉄十字章1939年略章

上級将官が対象となる大鉄十字章と一般兵士にも広く授与される1級鉄十字章の間には大きな開きがあった。第一次世界大戦までは大鉄十字章と1級鉄十字章の間に位置する、将校を対象としたプール・ル・メリット勲章等の武功勲章が各領邦毎に制定されていたが、王制廃止に伴い廃止されていた。そのため、同様の位置づけの騎士鉄十字章 (Ritterkreuz des Eisernen Kreuzes) が制定された。ただし、それらの勲章と違い、騎士鉄十字勲章は授与対象者に階級の制限はない。
戦争の長期化に伴って、騎士鉄十字章には上位の柏葉付騎士鉄十字章 (Ritterkreuz des Eisernen Kreuzes mit Eichenlaub)、柏葉・剣付騎士鉄十字章(Ritterkreuz des Eisernen Kreuzes mit Eichenlaub und Schwertern)、柏葉・剣・ダイヤモンド付騎士鉄十字章 (Ritterkreuz des Eisernen Kreuzes mit Eichenlaub, Schwertern und Brillanten)、金柏葉・剣・ダイヤモンド付騎士鉄十字章 (Ritterkreuz des Eisernen Kreuzes mit goldenem Eichenlaub, Schwertern und Brillanten) が制定された。金柏葉・剣・ダイヤモンド付騎士鉄十字章の受章者は12人と定められていたが、授与されたのはハンス・ウルリッヒ・ルーデル一人であった。
星章も制作されたが受章者はなく、戦後連合軍に接収され、ウェストポイント陸軍士官学校の戦争記念館に所蔵されている。

柏葉付騎士鉄十字勲章
柏葉・剣付騎士鉄十字勲章
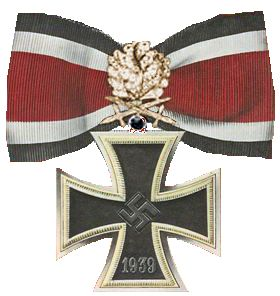
柏葉・剣・ダイヤモンド付騎士鉄十字勲章
金柏葉・剣・ダイヤモンド付騎士鉄十字勲章

## 第二次世界大戦後

鉄十字。現在のドイツ連邦軍の主権紋章。

現在のドイツ連邦共和国においても鉄十字章は正式な勲章として佩用が認められている。ただし、鉤十字マークの使用は民衆扇動罪適用の対象となるため、第二次大戦での受章者に対しては、1957年に鉤十字を柏葉に置き換えた勲章を改めて渡している。

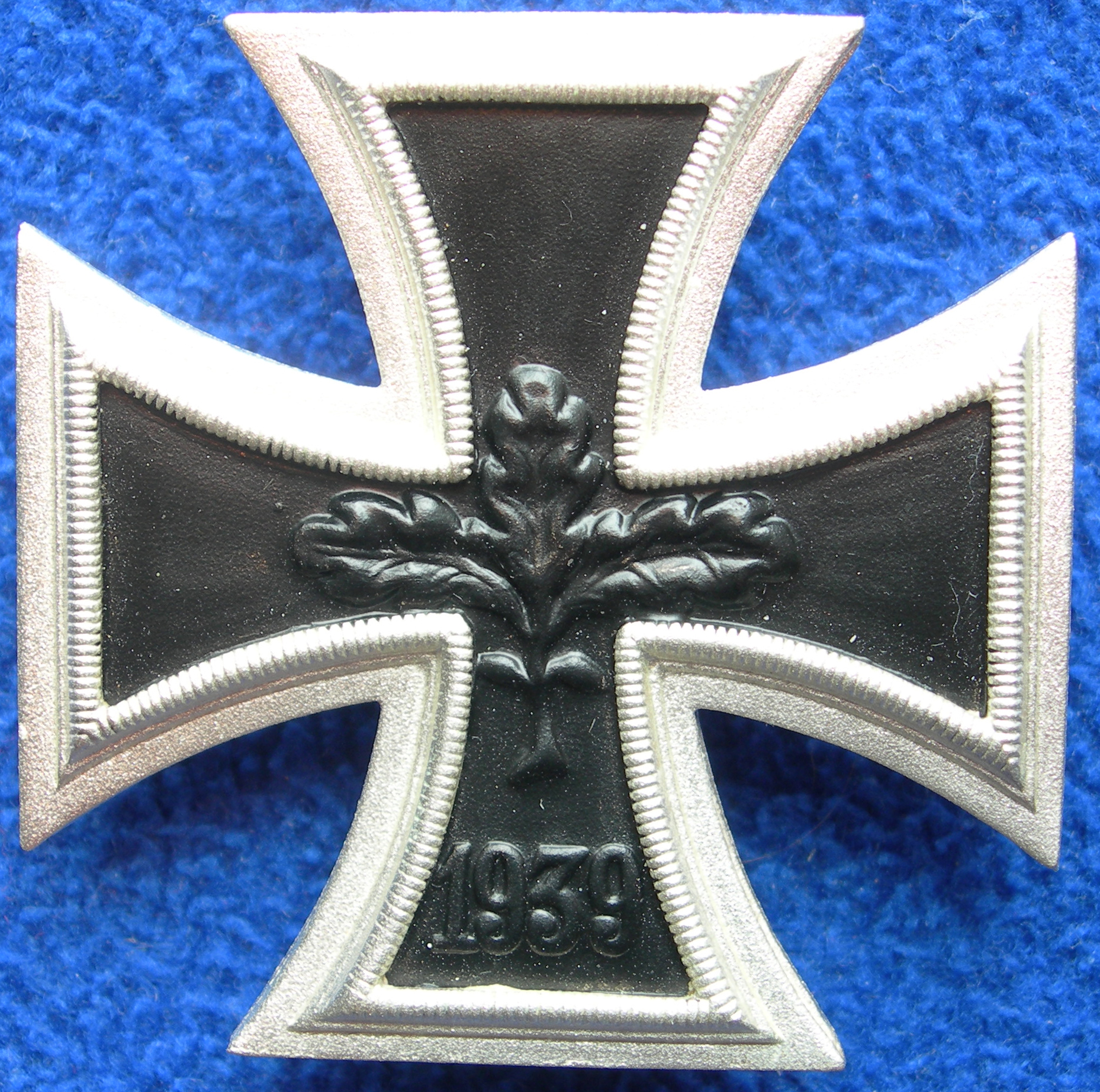
1級鉄十字勲章1939年章戦後版
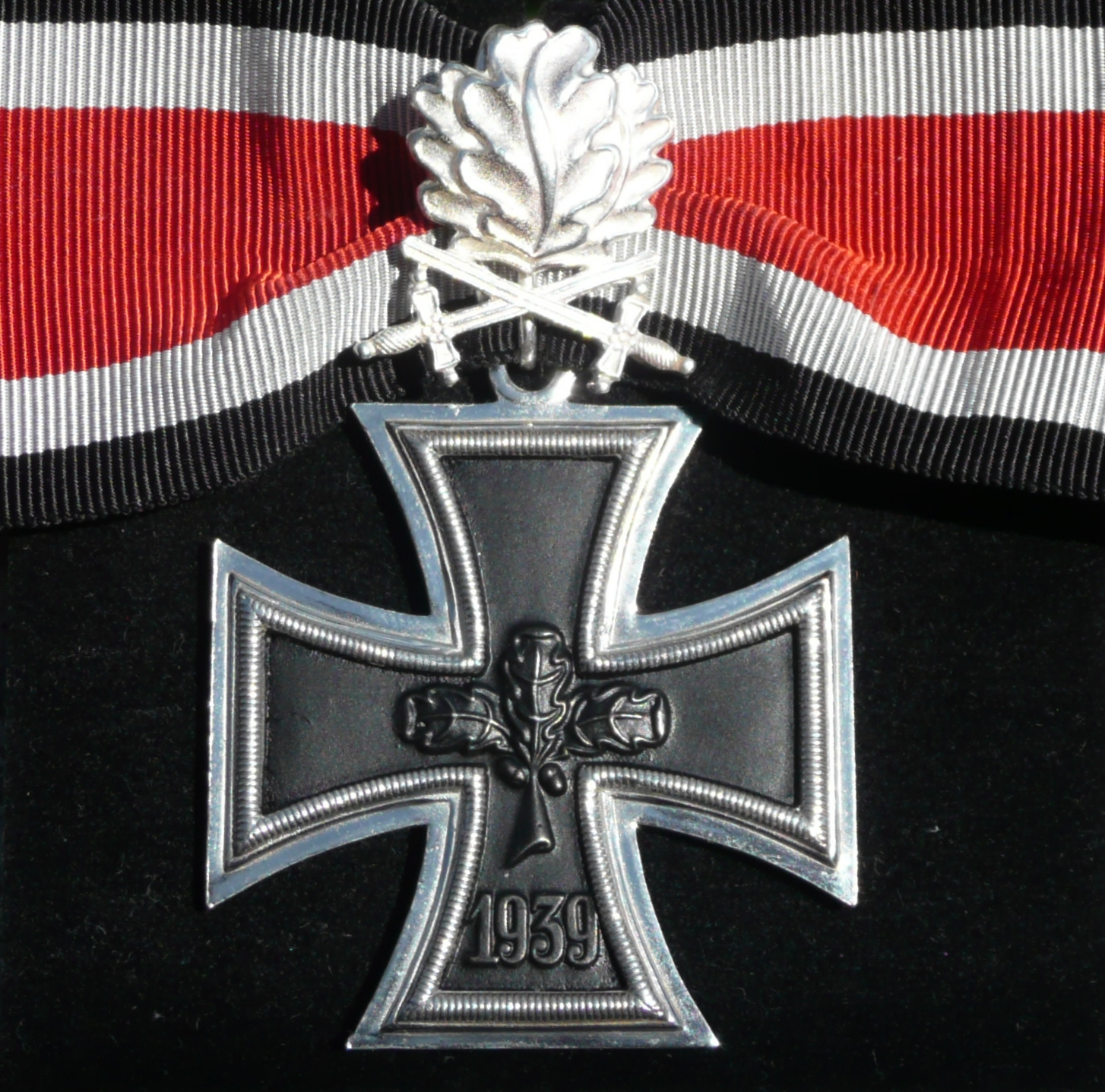
柏葉・剣付騎士鉄十字勲章1939年章戦後版

## 関連文献
- Gerhard von Seemen: Die Ritterkreuz-Träger 1939-1945, Podzun Verlag, ISBN 3-7909-0051-6, 1976
- John R.Angolia: On the Field of Honor, A History of the Knight's Cross Bearers, R.James Bender Publishing, ISBN 0-912138-21-1, 1981
- Gordon Williamson: 『鉄十字の騎士・騎士鉄十字章の栄誉を担った勇者たち』、向井　祐子訳、大日本絵画、ISBN 4-499-22652-X、1995年
- a 小川賢治 『勲章の社会学』 晃洋書房、2009年3月。ISBN 978-4-7710-2039-9。